# Гавайский университет в Маноа
Гавайский университет в Маноа (англ. University of Hawaii at Mānoa) — самый крупный университет Гавайев (США). Расположен в районе Маноа в Гонолулу на острове Оаху. В 2010 году университет занял 277 место в мире среди всех университетов по рейтингу Top Universities, составленному Times Higher Education.

## Исследования

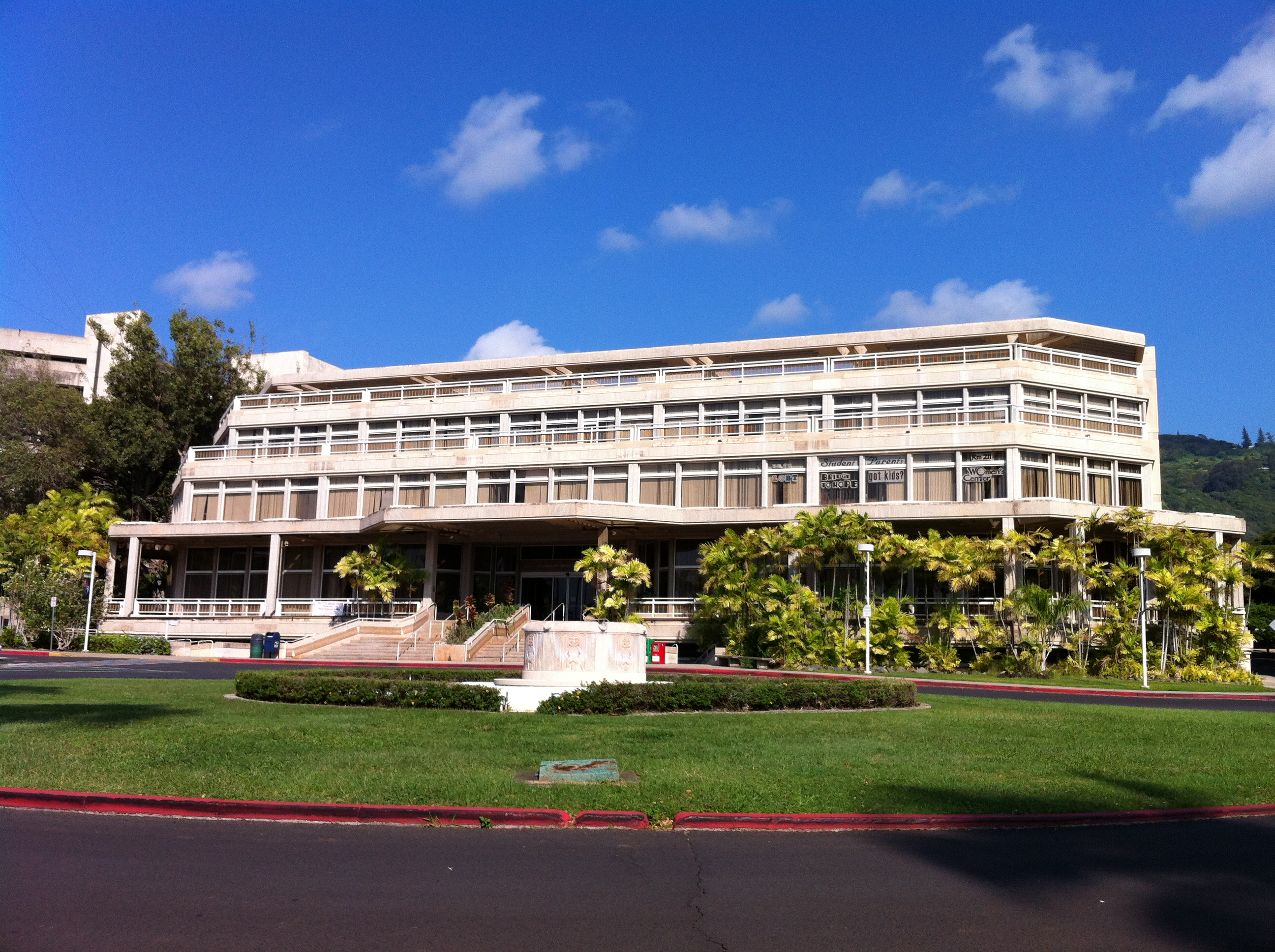
Центр студенческих услуг королевы Лилиʻуокалани

Благодаря внешним грантам и контрактам на сумму 436 миллионов долларов в 2012 году в Университете проводятся исследования, связанные с физическим ландшафтом Гавайев, людьми и наследием островов. На Гавайях хорошо развивается морская биология, океанография, подводная робототехника, астрономия, геология и геофизика, сельское хозяйство, аквакультура и тропическая медицина. Наследие Гавайев, люди и тесные связи с Азиатско-Тихоокеанским регионом создают благоприятную среду для изучения и исследований в области искусства, генетики, межкультурных отношений, лингвистики, религии и философии.
По данным Национального научного фонда, в 2018 году Гавайский университет в Маноа потратил 276 миллионов долларов на исследования и разработки, заняв 84-е место в стране. Внешнее финансирование увеличилось с 368 миллионов долларов в 2008 финансовом году до почти 436 миллионов долларов в 2012 финансовом году. Гранты на исследования увеличились с 278 миллионов долларов в 2008 финансовом году до 317 миллионов долларов в 2012 финансовом году. В 2012 финансовом году вознаграждения, не связанные с исследованиями, составили 119 миллионов долларов. В целом внешнее финансирование увеличилось на 18%.
В период с 1 июля 2012 года по 20 июня 2013 года Школа наук и технологий об океане и Земле (SOEST) получила наибольшую сумму внешнего финансирования среди подразделений Университета Маноа в размере 92 миллионов долларов. За SOEST последовала медицинская школа с 57 миллионами долларов, Колледж естественных наук и Онкологический центр Гавайского университета с 24 миллионами долларов, Институт астрономии с 22 миллионами долларов, CTARH с 18 миллионами долларов, а также Колледж социальных наук и Колледж образования за 16 миллионов долларов.
В системе Университета большая часть финансирования исследований поступает от Министерства здравоохранения и социальных служб, Министерства обороны, Министерства образования, Национального научного фонда, Министерства торговли и Национального управления по аэронавтике и исследованию космического пространства (НАСА). Местное финансирование поступает от государственных учреждений Гавайев, некоммерческих организаций, организаций здравоохранения, бизнеса и других интересантов.
Медицинский комплекс стоимостью 150 миллионов долларов в Какаако открылся весной 2005 года. В учреждении находится центр биомедицинских исследований и образования, который привлекает значительное федеральное финансирование и инвестиции частного сектора в биотехнологии, исследования и разработки в области рака.
Исследования (в широком понимании) ожидаются от каждого преподавателя Университета. Кроме того, по данным Фонда Карнеги, Гавайский университет в Маноа является исследовательским университетом уровня RU/VH (очень высокая исследовательская активность).
В 2013 году Гавайский университет в Маноа был избран членом Ассоциации университетов Тихоокеанского региона, ведущего консорциума исследовательских университетов региона (APRU). APRU представляет 45 ведущих исследовательских университетов, в которых обучается 2 миллиона студентов и обучает 120 000 преподавателей, из 16 стран.

## Демография

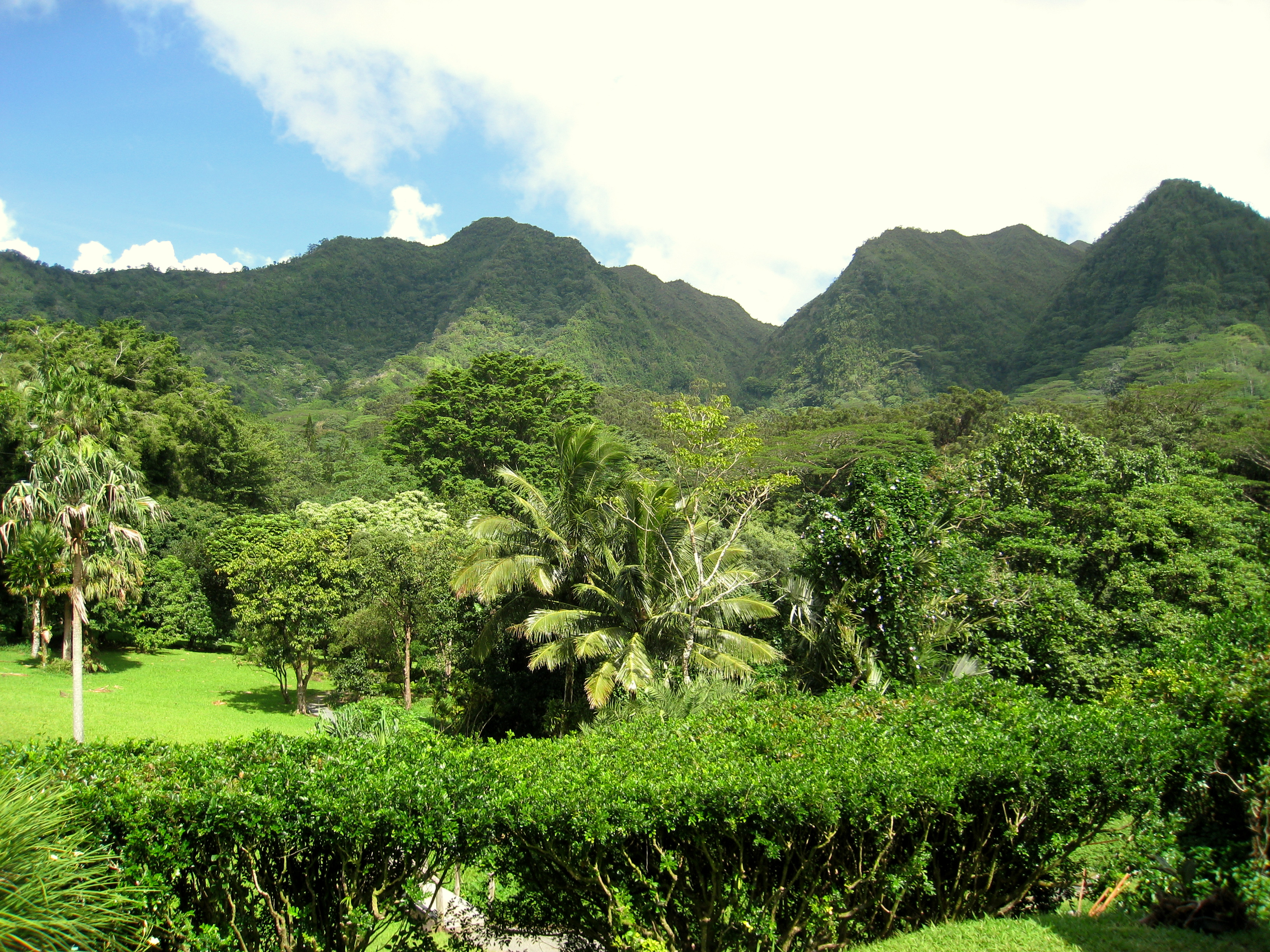
Дендрарий Лайона — единственный тропический дендрарий, принадлежащий какому-либо университету США. Содержит более 15000 образцов, в основном семейств однодольных пальм, имбиря, геликонии, бромелиевых и ароидных.

Гавайский университет в Маноа является четвёртым по разнообразию университетом в США. Согласно отчёту Управления институциональных исследований за 2010 год, множество студентов Гавайского университета в Маноа являются европеоидами, что составляет четверть студенческого контингента. Следующими по величине группами были американцы японского происхождения (13%), коренные или частично коренные гавайцы (13%), американцы филиппинского происхождения (8%), американцы китайского происхождения (7%) и представители смешанной расы (12%). Оставшуюся долю (22%) составляют жители островов Тихого океана и другие этнические группы.